# 快線周報
《快線周報》(Express Post)於2005年9月17日由星島新聞集團正式創辦。它是香港繼《都市日報》、《頭條日報》和《am730》後，第四份在香港出版的免費報紙，亦是星島報業集團出版的第二份免費報紙。隨著頭條日報於2008年7月26日起發行週六版，快線周報亦於2008年7月19日發行最後一份周報。
《快線周報》除了會於每星期六早上於在港鐵觀塘綫、荃灣綫、港島綫、東涌綫、機場快綫、將軍澳綫及迪士尼綫的車站派發以外，它亦於星期六下午在香港部分人流匯集地區，如：中環、銅鑼灣、九龍塘等派發。由於《快線周報》的標誌、排版、文字和圖片處理手法、專欄、立場，均與只在週一至週五出版的《頭條日報》類似，實際上只是《頭條日報》的週末版。